# Salvador Allende (film)
Pour plus de détails, voir Fiche technique et Distribution.
Salvador Allende est un film documentaire chilien de Patricio Guzmán, sorti en 2004.

## Synopsis
En 1970, Salvador Allende Gossens est élu à la présidence du Chili. Il représente un espoir. Le film montre cet espoir et l'acharnement d'Allende à conquérir les cœurs des chiliens. Il montre l'implication de Richard Nixon dans le coup d'État et le rôle de la CIA...

## Fiche technique
- Titre : Salvador Allende
- Réalisateur : Patricio Guzmán
- Scénario : Patricio Guzmán
- Production : Jacques Bidou
- Musique : Jorge Arriagada
- Photographie : Patricio Guzmán et Julia Munoz
- Montage : Claudio Martínez
- Pays d'origine :  Chili, coproduit par  France,  Belgique,  Allemagne,  Espagne,  Mexique
- Langue originale : espagnol
- Genre : Documentaire
- Durée : 100 min
- Formats : Couleur/Noir et blanc - 35mm - Son DTS
- Dates de sortie :
  -  France : 13 mai 2004 (Festival de Cannes), 8 septembre 2004 (sortie nationale)
  -  Belgique : 29 septembre 2004

## Distribution
- Patricio Guzmán : narration espagnole
- Jacques Bidou : narration française

## Autour du film
- Le tournage de ce documentaire s'étala sur sept semaines, du 21 avril au 6 juin 2003, au Chili, principalement à Santiago.

## Récompenses et nominations
- Festival du film latino-américain de Lima 2004 : Meilleur documentaire
- Festival de Cannes 2004 : Sélection officielle - Hors compétition
- Nomination au Goya 2005 du meilleur documentaire